# Aurul alb (film din 1988)
Aurul alb este un film românesc din 1988 regizat de Ovidiu Drăgănescu. Rolurile principale au fost interpretate de actorii Ilie Gheorghe.

## Distribuție
- Ilie Gheorghe